# Tautologia
Tautologia (do grego ταὐτολογία "dizer o mesmo") é a denominação, na retórica, a um termo ou texto que é a mesma ideia expressa de formas diferentes, dizer a mesma coisa em termos diferentes. Vem de tautó (o mesmo) e logos (assunto). Como um vício de linguagem pode ser considerada um sinônimo de pleonasmo ou redundância.
Em filosofia e outras áreas das ciências humanas, diz-se que um argumento é tautológico quando se explica por ele próprio, às vezes redundante ou falaciosamente. Por exemplo, dizer que "o mar é azul porque reflete a cor do céu e o céu é azul por causa do mar" é uma afirmativa tautológica. Um exemplo de dito popular tautológico é "tudo o que é demais sobra". Da mesma forma, um sistema é caracterizado como tautológico quando não apresenta saídas à sua própria lógica interna.

## Diferença entre tautologia e pleonasmo
- "A secretaria de Relações Institucionais deverá ser o elo de ligação do Estado com os demais poderes da República."
- Pleonasmo: elo de ligação - linguisticamente é pleonasmo. Dois termos repetitivos, ligação e elo. Apenas um deles já caracteriza a ideia expressa. Elo, no sentido figurado, já significa ligação, união. Não existe elo de separação. A omissão da locução adjetiva "de ligação" ou a substituição de "elo de ligação" por "a ligação" não altera o significado. O termo redundante é desnecessário.

- Tautologia: do Estado com os demais poderes da República - epistologicamente é tautologia.  Pretendendo referir o Poder Executivo este foi erroneamente denominado Estado, estabelecendo uma relação falsa entre Estado e Poderes. Na república o estado é formado justamente pelos Poderes de Estado que a constituem, acrescidos de instituições suplementares, derivadas desses poderes, como banco central, Ministério Público, agências reguladoras (p. ex. Anvisa), órgãos de fiscalização em várias áreas (p. ex. Ibama), etc.

-- Somente quando os problemas acabarem, a normalidade voltará.
- Trata-se de uma frase tautológica. A repetição é do significado, mas com outras palavras. Diferente do pleonasmo, a repetição é implícita.